# フェニキア

フェニキア

フェニキア（古代ギリシャ語: Φοινίκη、Phoiníkē、ポイニーケー、羅: Phoenices、Poeni、ポエニ、英: Phoenicia）は、古代の地中海東岸に位置した歴史的地域名。シリアの一角であり、北は現シリアのタルトゥースのあたりから、南はパレスチナのカルメル山に至る海岸沿いの南北に細長い地域であって、およそ現在のレバノンの領域にあたる。

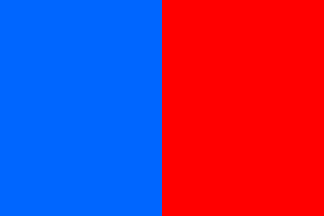
フェニキアの旗

## 名称
フェニキア人という名称は自称ではなく、ギリシア人による他称である。ギリシア人は、交易などを目的に東から来た人々をこう呼んだ。フェニキア人による自称は資料もなく不明である。
フェニキアという名称は、フェニキア人の居住地がギリシャ語で Φοινίκη （Phoiníkē; ポイニケー）と呼ばれたことに由来している。その語源は不明であり、フェニキアがミュレックス（en）と呼ばれる貝から取れる紫色の染料（貝紫）を特産としていたことから、「紫色」（または「緋色」）という意味のギリシア語を語源とする説も存在する。今日でも南部のサイーダなどの町中でこの貝殻の山を見ることができる。フェニキア人の母体となったとされるカナンという呼称も、アッカド語で染料を意味するキナッフに由来する。

## 歴史

### 起源

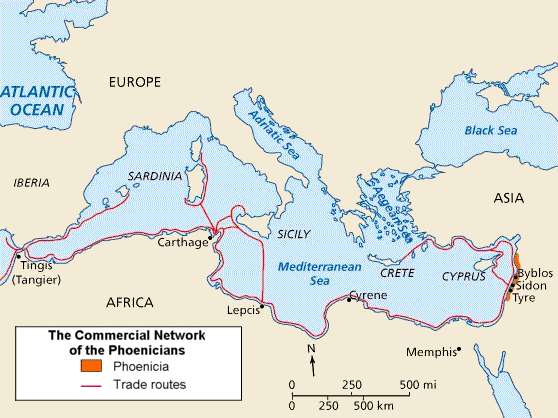
フェニキア人の交易路

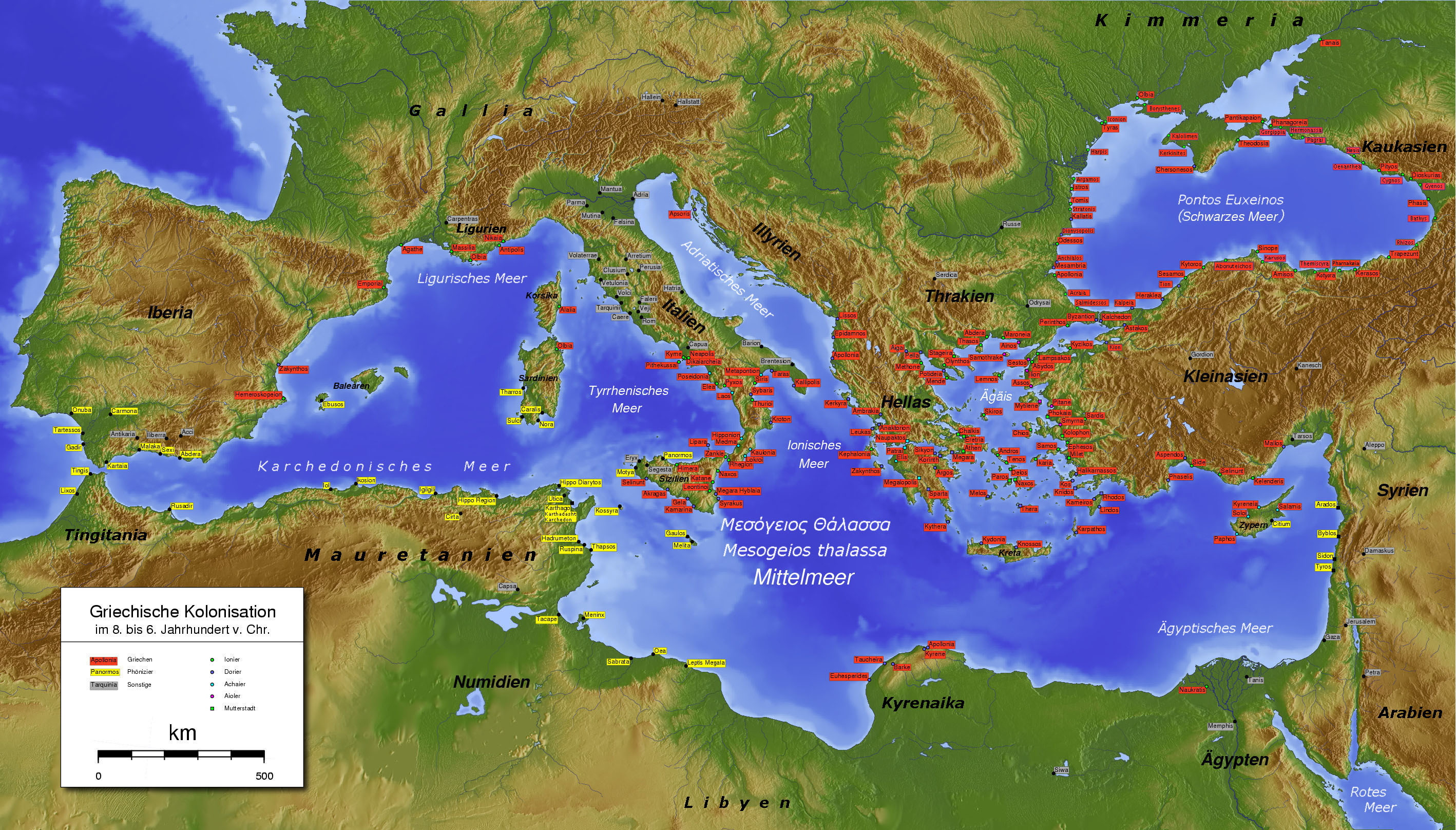
黄がフェニキア人の都市、赤がギリシア人の都市、灰はその他。

歴史家ヘロドトスは、その著書『歴史』の序文で「ペルシア側の学者の説では、争いの因をなしたのはフェニキア人であったという。それによれば、フェニキア人は、いわゆる紅海からこちらの海に渡って来て、現在も彼らの住んでいる場所に定住するや、たちまち遠洋航海にのりだして、エジプトやアッシリアの貨物を運んでは各地を回ったがアルゴスにも来たという。」と書いている。

### 発展
フェニキア人は、エジプトやバビロニアなどの古代国家の狭間にあたる地域に居住していたことから、次第にその影響を受けて文明化し、紀元前15世紀頃から都市国家を形成し始めた。紀元前12世紀頃から盛んな海上交易を行って北アフリカからイベリア半島まで進出、地中海全域を舞台に活躍する。また、その交易活動にともなってアルファベットなどの古代オリエントで生まれた優れた文明を地中海世界全域に伝えた。
フェニキア人の建設した主な主要都市には、アラドス（現在のアルワード島）、ティルス（現在のスール）、シドン、ビュブロス、ベリュトス（現在のベイルート）などがある。後期青銅器時代には、これらの都市が存在していたことがアマルナ文書から確認できる。フェニキア人は海上交易に活躍し、紀元前15世紀頃から紀元前8世紀頃に繁栄を極めた。さらに、カルタゴなどの海外植民市を建設して地中海沿岸の広い地域に広がった。船材にレバノン杉を主に使用した。

### 消滅
しかし紀元前9世紀から紀元前8世紀に、内陸で勃興してきたアッシリアの攻撃を受けて服属を余儀なくされ、フェニキア地方（現在のレバノン）の諸都市は政治的な独立を失っていった。アッシリアの滅亡後は新バビロニア、次いでアケメネス朝（ペルシア帝国）に服属するが、海上交易では繁栄を続けた。しかし、アケメネス朝を滅ぼしたアレクサンドロス大王によってティルスが征服されると、マケドニア系の勢力に取り込まれてヘレニズム世界の一部となった。

### カルタゴ
一方、紀元前9世紀に北アフリカに建設された植民都市カルタゴは、フェニキア本土の衰退をよそに繁栄を続けていたが、3度にわたるポエニ戦争の結果、共和政ローマに併合されて滅んだ。

## 言語
フェニキア人は系統的には様々な民族と混交していたが、アフロ・アジア語族セム語派に属するフェニキア語を話し、現存する言語ではヘブライ語と同じカナン諸語に属する。先祖はセム系のアモリ人の一派が小アジアから北シリアに移住したことに始まるといわれている。
彼らがフェニキア語を書き表すために発明したフェニキア文字は、古ヘブライ文字・アラム文字・ヘブライ文字・ギリシャ文字・アラビア文字など、ヨーロッパ・西アジアの多くの言語で用いられる起源となった。
ギリシア文字がフェニキア文字を元とすることから、フェニキア文字はアルファベットのルーツとされる。
カルタゴの人々（en:Punics）の話していたフェニキア語はポエニ語と呼ばれてローマ時代にも存続したが、やがてベルベル人のベルベル語や、イスラム教とともにやってきたアラビア語に飲み込まれ、消滅していった。

## 交易

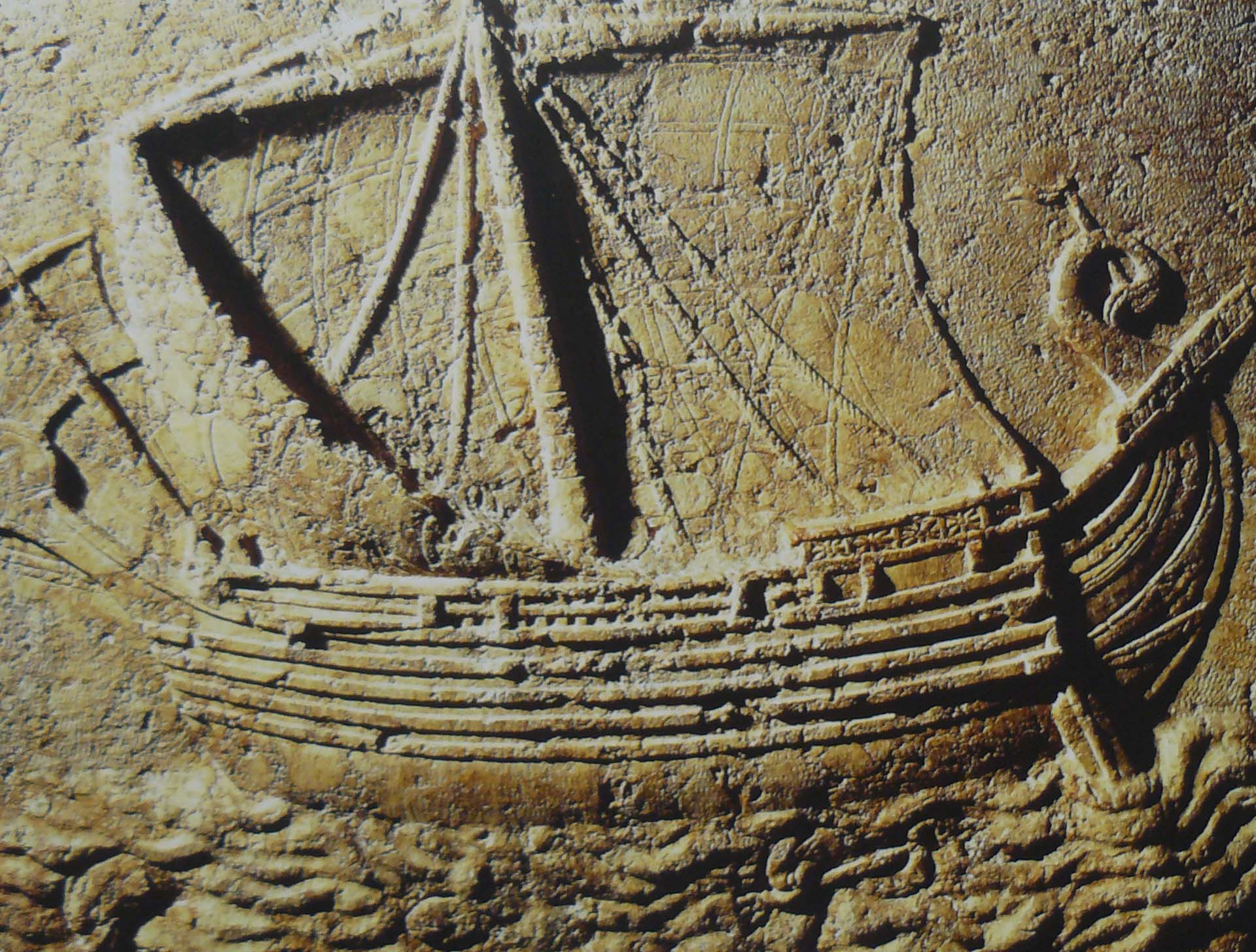
フェニキア人の交易船

フェニキア人は優れた商人であり、その繁栄は海上交易に支えられていた。紀元前8世紀には、ティルスは地中海方面からメソポタミア、アラビア半島に至る交易ネットワークのハブとなっていた。貝紫とレバノンスギがフェニキア本土の特産品であり、この地域の都市国家の成立と繁栄を支えた。また、タルテッソス（イベリア半島）の銀をオリエントに持ちこむ航路はフェニキア人が独占していた。紀元前13世紀から紀元前12世紀にかけて海の民によって東地中海が荒廃するが、フェニキアの都市は難民を受け入れつつ拡大し、西方へ進出する。
紀元前11世紀にはテュロスはイスラエル王のダビデと友好関係を結び、紀元前10世紀にテュロス王のヒラムはイスラエル王のソロモンと共同で紅海の貿易に進出する。紀元前9世紀にはテュロスを中心にフェニキアの貿易網が栄え、その様子は旧約聖書のエゼキエル書に記されている。ギリシア人のホメロスは、叙事詩『イリアス』や『オデュッセイア』でフェニキア人を船を操る商人や職人の集団として表現した。

## 功績
ヘロドトスの『歴史』によれば、紀元前600年ごろ、エジプトのファラオネコ2世の命を受けたフェニキア人は、紅海から出港し、喜望峰を経て、時計回りにアフリカ大陸を一周し、3年目にエジプトに帰ってきたという（フェニキア人のアフリカ大陸周航）。バルトロメウ・ディアスが喜望峰を「発見」する2000年以上前のことである。フェニキア人は極めて優れた航海術を有していたのである。

## 主なフェニキア人
神話上の人物（ギリシア神話）、または伝説の人物
- アゲーノール - フェニキア王。海神ポセイドーンとリビュエ（リビア）の子とされる。エウローペー、カドモス、ポイニクス、キリクスの父。
- ポイニクス - フェニキア王。アゲーノールの息子。
- カドモス - アゲーノールの息子。
- エウローペー - アゲーノールの娘。
- イゼベル - シドン王エトバアルの娘。イスラエル王アハブの妻。

実在の人物
- キティオンのゼノン - 哲学者。ストア派の創始者。
- ティベリウス・ユリウス・アブデス・パンテラ - ケルススが主張したイエスの実父と比定される。
- テュロスのポルピュリオス - ネオプラトニズムの哲学者。

### カルタゴ人

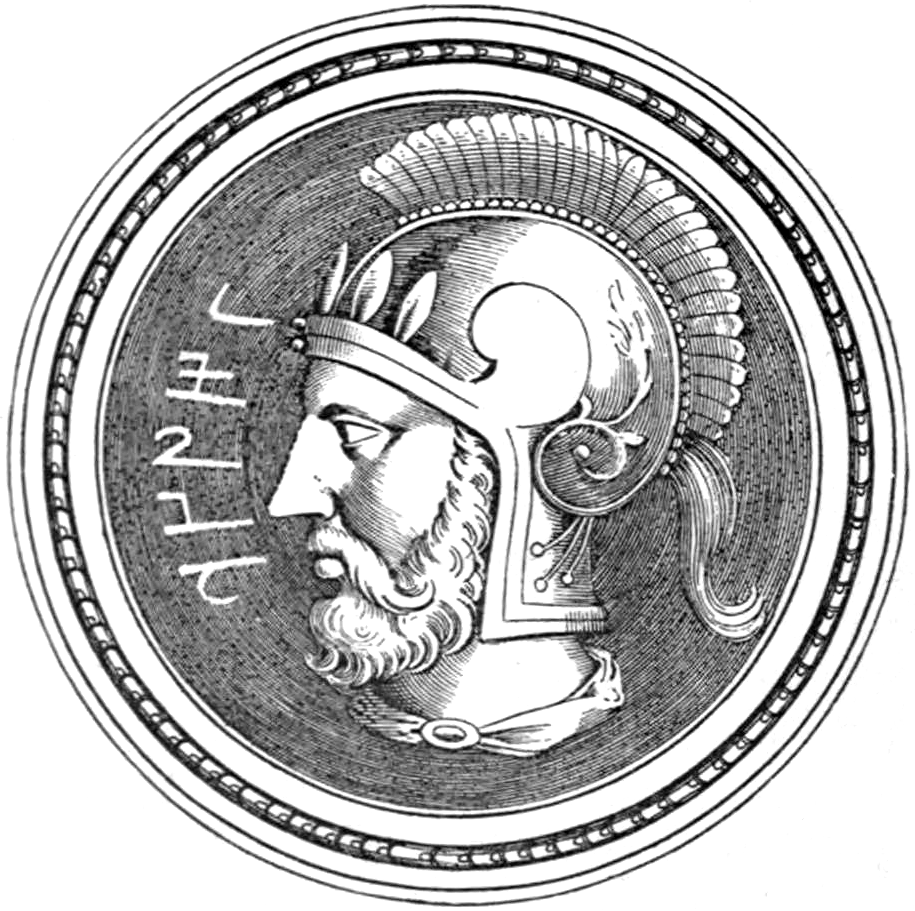
ハンニバル

- 航海者ハンノ（紀元前5世紀） - アフリカ西岸を探検。
- 大ハンノ（紀元前3世紀） - 政治家。
- ハミルカル・バルカ（? - 紀元前229年/228年）-第一次ポエニ戦争で活躍した将軍。
- ハンニバル・バルカ（紀元前247年 - 紀元前183年）-第二次ポエニ戦争で活躍した将軍。ハミルカルの子。
- マゴ・バルカ（? - 紀元前203年頃） - ハンニバルの末弟。
- セプティミウス・セウェルス（146年 - 211年） - ローマ皇帝。ベルベル人とも言われる。
- カラカラ （188年 - 217年）- ローマ皇帝。セプティミウス・セウェルスの長男。
- プブリウス・セプティミウス・ゲタ （189年 - 211年）- ローマ皇帝。セプティミウス・セウェルスの次男。
- テルトゥリアヌス（160年頃 - 222年以降） - キリスト教神学者。
- フルメンティウス (en) （300年頃 - 380年頃） - アクスム王国へのキリスト教伝道者。聖人。
- モニカ - アウグスティヌスの母、聖人。
- アウグスティヌス（354年 - 430年） - 教父と呼ばれるカルタゴ（地域）出身者。
- マルティアヌス・カペッラ (en) （5世紀） - ラテン語著作家。